# Toast (band)
Toast was een Vlaamse band die in het begin van de jaren 90 succesvol was. De groep ontstond uit een andere groep genaamd Small'n Drasj, met de leden Guido Sergooris, William Jans en Herwig Sunaert. Deze groep werd reeds in 1976 opgericht. Twee jaar later voegt Jean Anckaert zich bij de band. In deze bezetting wordt er deelgenomen aan Humo's Rock Rally.
Twee jaar later wordt de single Return to myself/Computer I love you uitgebracht en Small’n Drasj wordt TOAST.
Er volgen nog twee singles voor de succesjaren aanbreken.

## De jaren 90
In de jaren 90 maakte het grote publiek kennis met Toast toen Yves Segers leadzanger werd. In 1991 scoorden ze een hit met het nummer Ik schreeuw het van de daken. Nadien volgde hun debuutalbum getiteld Twee uur 's nachts. Deze cd stootte op korte termijn naar de nummer 1-positie in de hitlijsten. 
Na hun split ging Yves Segers de solotour op, waar hij nog enkele succesjes boekte.
In het weekend van 1 mei 2009 werd de groep herdacht met een odeweekend in Durbuy. Dit weekend wordt jaarlijks georganiseerd door Hans Segers, die na zijn huwelijk de naam overnam van zijn vrouw, zus van Yves Segers, Martien Segers (van het gelijknamige nummer Martien).
| Titels                                        | Jaar |
| --------------------------------------------- | ---- |
| Return to myself/Computer I love you          | 1980 |
| Peter Gust/Stap het op                        | 1981 |
| Crazy about you/Lipstick                      | 1982 |
| Ik schreeuw het van de daken/Wat moet ik doen | 1991 |
| Martien                                       | 1991 |
| Losjes in de bloes                            | 1992 |
| Meisjes                                       | 1992 |